# 4578 Kurashiki
4578 Kurashiki (1988 XL1) là một tiểu hành tinh vành đai chính được phát hiện ngày 7 tháng 12 năm 1988 bởi Tsutomu Seki ở Geisei.